# Жарденики (гміна Єзьорани)
Жарденики (пол. Żardeniki, нім. Scharnigk) — село в Польщі, у гміні Єзьорани Ольштинського повіту Вармінсько-Мазурського воєводства.
Населення — 197 осіб (2011).
У 1975-1998 роках село належало до Ольштинського воєводства.

## Демографія
Демографічна структура станом на 31 березня 2011 року:
|          | Загалом | Допрацездатний вік | Працездатний вік | Постпрацездатний вік |
| -------- | ------- | ------------------ | ---------------- | -------------------- |
| Чоловіки | 100     | 21                 | 72               | 7                    |
| Жінки    | 97      | 20                 | 61               | 16                   |
| Разом    | 197     | 41                 | 133              | 23                   |